# Epidexipteryx

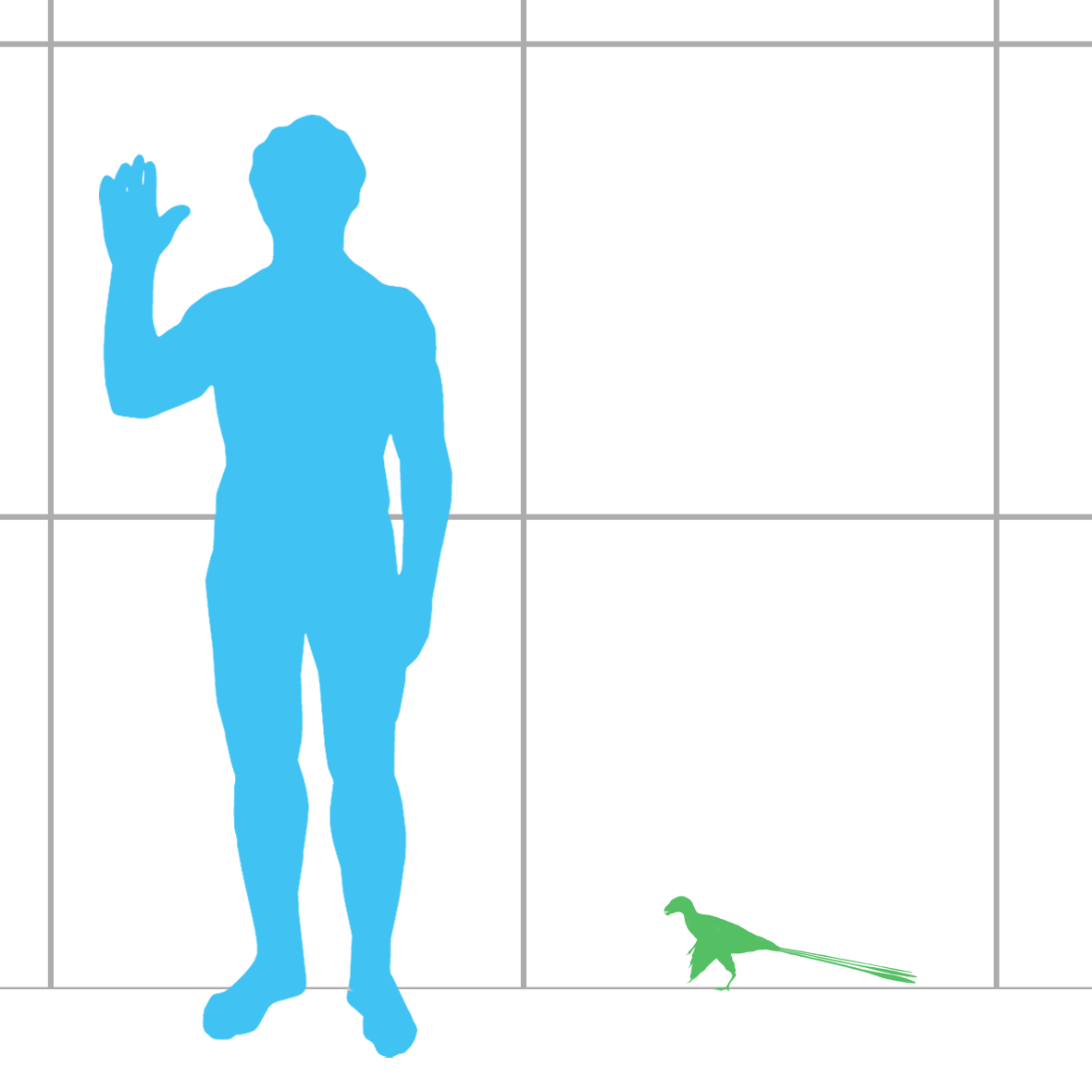
Comparação de tamanho de um Epidexipteryx com um humano

Epidexipteryx é um gênero de dinossauro descoberto na China por Fucheng Zhang e mais cientistas. Caracterizava-se por ter o tamanho de um pombo e longas penas, porém não conseguia voar. Epidexipteryx representa o mais antigo exemplo conhecido de penas ornamentais no registro fóssil. Ele parece não ter remiges (penas de asa), embora com base no Yi relacionado, pode ter possuído algum tipo de asa de membrana de modo que que pudesse planar.
A única espécie do gênero, Epidexipteryx hui é uma espécie de dinossauro terópode basal da linhagem Avialae, descoberta na Formação Daohugou, na Mongólia Interior, e datada entre 152 e 168 milhões de anos (Jurássico Médio ao Final). O holótipo, de pequeno porte e provavelmente subadulto, apresenta quatro penas caudais longas em forma de fita, interpretadas como estruturas ornamentais associadas à exibição visual, possivelmente para cortejo. A ausência de penas penáceas e adaptações ao voo indica que o animal era não voador. Características como crânio alto e curto, dentes anteriores procumbentes e cauda curta com vértebras não fundidas reforçam seu padrão morfológico distinto. Análises filogenéticas o posicionam, junto a Epidendrosaurus, no clado Scansoriopterygidae, revelando que penas com função social surgiram antes das penas funcionais para voo na evolução das aves.